# Claude Antoine Couplet
Claude Antoine Couplet (* 20. April 1642 in Paris; † 25. Juli 1722) war ein französischer Ingenieur.
Couplet wurde zunächst Anwalt, wandte sich aber dann seiner Neigung zur Mathematik zu, insbesondere zur Mechanik (Hydraulik). Er war ein Schüler des Ingenieurs des Königs und Astronomen Jacques Buot (oder Buhot) und heiratete 1665 dessen Stieftochter. Als die Pariser Académie des sciences 1666 gegründet wurde, war Buhot eines der Gründungsmitglieder und auch Couplet wurde bald darauf aufgenommen und deren Schatzmeister. Er wurde Aufseher der Maschinensammlung und erhielt eine Wohnung in der königlichen Sternwarte. 1670 kaufte er sich von Buhot dessen Professur für Mathematik (Professeur de la mathematique de la grande écurie). Er verschaffte sich durch den Bau von Wasserleitungen in Privatparks und Städte einen Ruf. Für die Stadt Coulanges-la-Vineuse in der Bourgogne, die an Wassermangel litt und deshalb häufig Feuern machtlos ausgeliefert war, baute er mit verhältnismäßig geringen Kosten in drei Monaten eine Wasserversorgung, was seinen Ruf weiter festigte. Man errichtete ihm in der Stadt ein Denkmal. Ebenso verbesserte er bei der Gelegenheit die Wasserversorgung in Auxerre und Courson. 1720 erlitt er einen Schlaganfall und starb zwei Jahre später.
Sein Sohn Pierre Couplet war sein Nachfolger als Schatzmeister der Akademie und ebenfalls als Ingenieur bekannt.